# Pseudorhombus triocellatus
Pseudorhombus triocellatus är en fiskart som först beskrevs av Marcus Élieser Bloch och Johann Gottlob Theaenus Schneider, 1801.  Pseudorhombus triocellatus ingår i släktet Pseudorhombus och familjen Paralichthyidae. Inga underarter finns listade i Catalogue of Life.